# ブリハスパティ

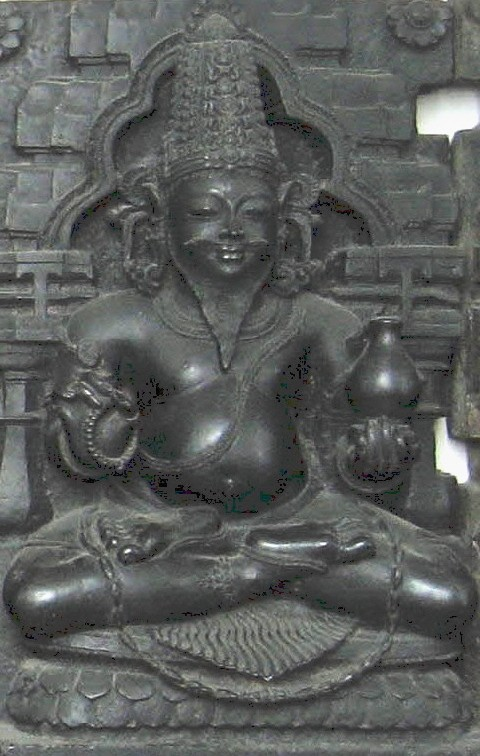
ブリハスパティ

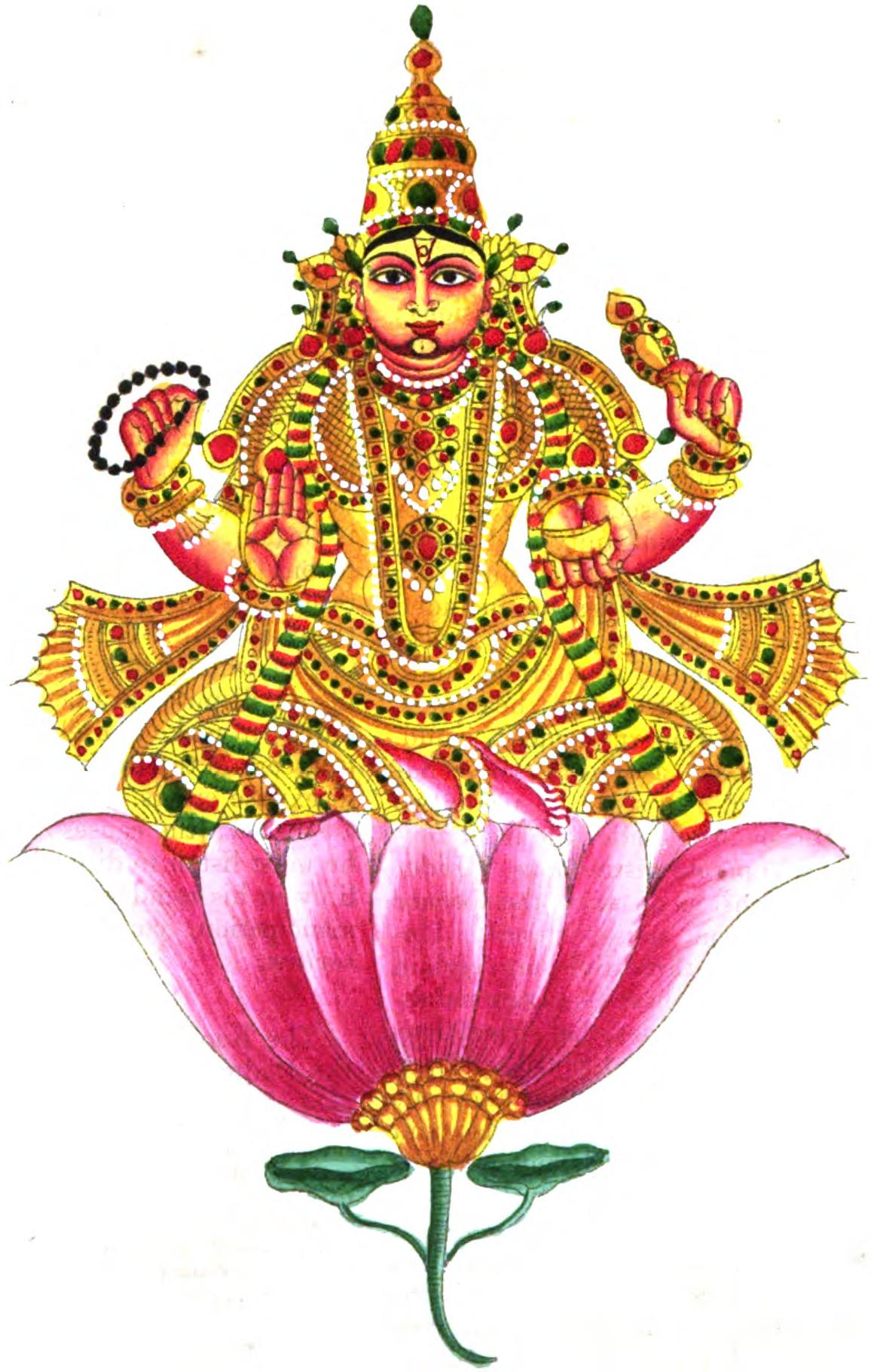

ブリハスパティ（サンスクリット: बृहस्पति Bṛhaspati）は、インド神話の神で、本来は祈祷の神格化されたものであり、また創造神ともされた。後に神々の師とされ、また木星と結びつけられた。

## ヴェーダ
『リグ・ヴェーダ』ではブリハスパティはブラフマナスパティ（Brahmaṇaspati）とも呼ばれる。この語は「祈祷（ブラフマン）の主（パティ）」を意味し、祈祷の行為を神格化したものと考えられる。ブリハスパティは聖歌を司る神であった。ヴェーダでブリハスパティはさまざまな場所に登場するが、インドラと同一視されている場合もあればアグニと同一視される場合もあり、また独立の神格であると見られる箇所もある。ハンス＝ペーター・シュミットによれば、ヴァラの伝説（パニ族が牛をヴァラの洞窟に隠すが、インドラが洞窟を破壊する）においてブリハスパティは通常インドラの別名であり、ときに独立した神格としてインドラの「仲間」（2.23）として言及されることがあっても実際にはインドラと区別がつかない。ブリハスパティとは聖歌や正しい言葉を武器とするときのインドラの形容語句であったものが、のちに独立の神格を得たものと考えられる。
『リグ・ヴェーダ』10.72ではブラフマナスパティ（ブリハスパティ）は鍛冶のように無から世界を作った創造神とされる。
『リグ・ヴェーダ』4.40ではブリハスパティはアーンギラサ（アンギラスの子）と呼ばれている。

## ヴェーダ以降
ヴェーダ時代以降にはブラフマーが創造神になり、ブリハスパティは別な神として存在し続けたが重要性は低くなった。ブリハスパティは聖仙（リシ）の名前、神々の師、および木星を支配する神とされた。聖仙の名前としてはヴリハスパティ（Vṛhaspati）と書かれることが多い。
『マハーバーラタ』第1巻のヤヤーティに関する物語では、神々とアスラが戦ったときに、アンギラスの子である聖仙ブリハスパティは神々側の指導者であった。しかし蘇生術を知るシュクラ仙（金星を支配する神でもある）を擁するアスラ側が有利であったために、ブリハスパティの長男カチャがシュクラのもとを訪れて蘇生の術を学んだという。
また、『マハーバーラタ』の主要な登場人物のひとり、ドローナの父であるバラドヴァージャは聖仙ブリハスパティから生まれたとされる。
また、月神ソーマがブリハスパティの妻ターラー（星の神格化）を誘拐してブダ（水星を支配する神）を生んだ話もよく知られる。